# 김호원 (1984년)
김호원은 대한민국의 영화배우이다.

## 출연 작품

### 드라마
- 2022년 <사막의 왕> - 태권도 관장역
- 2009년 MBC 드라마《탐나는 도다》 ...  향돌이 역

### 영화
- 2023년 <잔챙이> - 주연
- 2018년 <경계인들>- 주연
- 2018년 <노맨스랜드> - 주연
- 2016년 《프레임 인 러브》 - 작업남 역
- 2016년 《샬레》 - 영석 역
- 2015년 《빈티지 고백》
- 2015년 《일편단심 (一片丹心)》 - 마스터 역
- 2015년 《날, 보러와요》 - 응급실의사 역
- 2015년 《해에게서 소년에게》 - 전도사 승영 역
- 2013년 《강냉이》
- 2012년 《마천루》 - 바리스타 역
- 2012년 《스윙》
- 2012년 《예술의 전당포》
- 2012년 《러브레터》
- 2010년 《바람의 노래》
- 2010년 《포화 속으로》 - 병태(2소대장) 역
- 2009년 《키친》 - 선우의 사진 스튜디오 조수 역
- 2008년 《가루지기》 - 돌쇠 역
- 2006년 《Looseball》

## 뮤직비디오
- 2007년 에픽하이 - Fan
- 2007년 넬 - 치유

## 연극
- 2006년 《강풀의 순정만화》
- 2005년 《강풀의 순정만화》

## 수상 경력
- 2023년 제24회 전주국제영화제 <올해의 배우상>